# 高崇民
高崇民（1891年—1971年7月29日），原名恩浚，字健民，号崇民，奉天开原人，中国共产党、中华人民共和国政治人物，原副国级领导人。中国人民政治协商会议第四届全国委员会副主席。

## 生平

### 早年岁月
高崇民于1891年11月14日生于奉天省开原县柴河沟靠山屯，父亲高葆如，号东园，满州镶白旗人，教私塾为业，高崇民8岁时进入父亲开设的私塾读书。1900年，义和团运动爆发后，高葆如组织当地民众欢迎义和团，因此受到法国传教士及当地信奉天主教的村民的仇视。义和团失败后，高葆如一家被强行驱逐，迁至距靠山屯15里的大寨子村。
1909年，高崇民考入奉天省立农林学校就读，1911年，经革命党人宁武介绍，加入同盟会辽东支部，1912年同瓦盆窑村农民之女李素质结婚。1914年，高崇民毕业，通过考试获得了开原县公费留学资格，同年前往日本，考入明治大学，就读政治经济系，留学期间结识了好友刘少言、韩立如、杜重远等人。1919年，毕业于明治大学，回国赴北平任《正言报》编辑。因不满报社的报道取向，高崇民于1920年在北平和友人合办《正俗报》。

### 政治活动
1922年，因第一次直奉战争中张作霖失败退回关外，北平《正俗报》停办。高崇民返回奉天，利用张作霖“联省自治”的倾向，申请成立“东三省民治促进会”，先任黑龙江分会会长，后任奉天总会会长。1923年，高崇民和赵锄非、苏子元、梅佛光、吴竹邨等在奉天组织创建“启明学社”，任社长。学社办有《启明旬刊》，宣传孙中山的救国主张和三民主义。
1923年，高崇民因反对日本续租旅大，被奉天省长王永江驱逐出省。高崇民躲进宁武家中，在《东三省民报》上连载《日本侵略满洲史》。1924年，加入中国国民党。1925年2月19日，因日本奉天总领事抗议，《东三省民报》停止连载《日本侵略满洲史》。高崇民前往哈尔滨，在中东铁路理事长袁金铠的推荐下任东省特别区市政管理局督学兼教育部长，后又兼任教育会会长。
1927年因与哈尔滨市长储镇发生矛盾，返回奉天，1928年先后任奉天男、女两师范学校教员，省高等警官学校教育长，奉天商工联合会总务长等职务。1929年5月，原配夫人李素质病逝，秋，续娶奉天女师范学生曾昭惠为妻。9月，高崇民和杜重远、阎宝航、卢广绩、车向忱、王化一等组织“国民外交协会”，被推举为常务委员。1930年，奉天商工联合会改组，高崇民改任奉天省农务会会长、兼东北边防司令长官张学良的秘书。

### 流亡抗日
1931年，“九一八事变”爆发，高崇民离开沈阳前往北平，辞去张学良秘书之职，9月17日与阎宝航、杜重远等发起建立“东北民众抗日救国会”，任常务委员兼总务部副部长，在北平从事抗日救国运动。1933年7月，“东北民众抗日救国会”被何应钦勒令解散，9月18日，高崇民和阎宝航、卢广绩、王化一等创建秘密组织“复东会”，任秘书长。1934年初，张学良和蒋介石合作，“复东会”取消，双方合作成立“四维学会”，会章宣称“拥护唯一领袖、团结一致救国”，高崇民任理事。
1935年，经杜重远介绍，高崇民结识邹韬奋、胡俞之和中共地下党员宋介农（孙达生），接受共产主义思想。11月，由北平至西安，劝张学良、杨虎城停止“剿共”。1936年，参与“西安事变”的谋划，事变发生后，任张、杨两将军的政治参议机构设计委员会主任委员，并参与起草了张杨联署的关于停止内战、抗日救国的八项主张。
1937年6月20日，和杜重远、阎宝航、卢广绩、车向忱等参与建立中共外围组织东北救亡总会（简称“东总”），任主席团成员，负责组织部的工作。同年2月，通过周恩来，将长子高存信送往延安参加革命。1938年，在西安建立“东总”陕西分会，大量组织进步青年前往延安，8月前往延安，申请加入中国共产党，被陈云以“你在国统区工作，是否不入党更有利于工作”为理由劝阻。1939年，“东总”陕西分会活动转入地下。因妻子曾昭惠罹患精神病，一同前往临潼休养，1940年为躲避日军空袭，迁居凤翔。
1941年4月，高崇民欲前往新疆营救杜重远，被戴笠以办理手续为名骗至重庆软禁，妻子曾昭惠因此病情恶化，服毒自杀。在重庆期间，先后参与“中国民主政团同盟”，“中国民主革命同盟”，“三民主义同志联合会”等中共外围组织。当年11月，与高崇民与东北流亡女青年王桂珊结婚。
1942年，蒋介石命令“东总”并入“东北四省抗敌协会”，高崇民、陈先舟、阎宝航等人拒绝。高崇民继续以《反攻》杂志作为阵地进行收复东北的宣传工作。

### 抗战结束后
1945年抗日战争结束后，中共中央在11月任命高崇民为安东省主席，11月21日，高崇民从重庆秘密出发返回东北，经上海、天津、北平、沈阳、抚顺于1946年3月16日抵达安东，就任安东省人民政府主席。8月，被选为东北行政委员会副主席兼民政委员会主任。同年11月，由张学思作为介绍人，秘密加入中国共产党，直到死后才被公开党员身份。东北解放后，曾协助中共中央东北局社会部，派遣王化一等人前往北平参与策反傅作义部的活动。
1949年8月，任东北人民政府副主席兼司法部部长、最高人民法院东北分院院长，1949年9月，出席中国人民政治协商会议第一届全体会议。1954年，他当选第一届全国人大代表。9月，他出席第一届全国人大第一次会议讨论宪法草案，期间并发言。
1955年，随保卫世界和平理事会主席郭沫若出访印度，参加亚洲国家会议。1957年参加全国人大代表团访问保加利亚、芬兰。1965年以74岁高龄入藏，庆祝西藏自治区成立。

### 文革冤死
1966年文化大革命期间，将家中的楹联、条幅全部撤掉、改为毛主席语录、诗词。1967年1月，因在民盟中央“造反派”批判胡愈之时为其开脱，遭受批判。1月21日，民盟中央“燎原”造反队进入高崇民家中抄家，搜走各种文件、手稿18种。11月7日，阎宝航因被指参与“东北帮叛党投敌反革命集团”被抓捕，同日，高崇民家第二次被抄，抄走了王化一的日记、高崇民的入党材料、周恩来给高崇民的信等文件。
1968年2月，高崇民长子高存信被拘留审查。3月，沈阳军区“五办”负责“东北帮叛党投敌反革命集团”案的办案人员到高家中，要求高交代“吕正操、张学思意图在东北搞独立王国，请张学良回来”的问题。8月，跟随高崇民多年的秘书孙汉超被“隔离审查”。9月22日，康生在中共中央组织部负责人郭玉峰的《四届政协常务委员政治情况的报告》上高崇民的名字边上画了一个圈，并写上“有特务嫌疑”，随即命郭玉峰写报告。郭于9月24日将报告送康生批示。10月8日，凌晨二时，高崇民被抓捕，关进秦城监狱。
1971年7月29日，高崇民死于秦城监狱，30日，水电部军代表和专案人员通知高崇民家人死讯。8月2日，在八宝山公墓举行火化前，家人在“九不许”（即不许戴黑纱、带白花、哭、举行任何仪式、揭开盖单、摸尸体、无理取闹、告知外地子女、对人说他死了）的要求下进行了遗体告别。高崇民被抓后，在水电部工作的妻子王桂珊被下放至银川干校劳动，因尿毒症于1980年4月1日病逝。

### 平反
1977年4月21日，经中央政治局批准，在八宝山革命烈士公墓举行了高崇民骨灰安放仪式，乌兰夫出席并讲话。因郭玉峰加以种种限制(不致悼词、不登报)，善后工作很不圆满，家属一再申诉。1979年4月20日，在全国政协礼堂举行了“为高崇民同志平反昭雪大会”，王震、胡耀邦等人参加，乌兰夫主持会议，刘澜涛宣布了平反决定。1981年5月11日，中共中央撤销了1975年10月14日的《关于高崇民同志的审查结论》，高崇民彻底平反。

## 轶事
据和高崇民同一时期留学日本的齐世英记述，留日学生大概分两种类型：“一种是入私立大学，敏费即可入学，三年给定文凭………事实上这些人很少上学听课，常是几个同乡在一起玩玩、聊聊天、吃吃馆子，很多到毕业时连起码的日语都不懂。高崇民就是属于这类型。”

## 主要职务
| 东北人民政府副主席                           | 1949.8.27  | 1953.1.14 |
| 中华人民共和国中央人民政府委员               | 1949.10.1  | 1954.9.27 |
| 中国民主同盟中央委员会常务委员会委员         | 1949.12.27 | 1971.7.29 |
| 中央人民政府最高人民法院东北分院院长         | 1950.4.11  | 1954.9.9  |
| 东北行政委员会副主席                         | 1953.1.23  | 1954.9.9  |
| 中国民主同盟中央委员会副主席                 | 1953.6.8   | 1971.7.29 |
| 中华人民共和国全国人民代表大会常务委员会委员 | 1954.12.25 | 1971.7.29 |
| 中国人民政治协商会议全国委员会常务委员       | 1954.12.25 | 1971.7.29 |
| 中国人民政治协商会议全国委员会副主席         | 1965.1.5   | 1971.7.29 |